# Onderraad
Een onderraad is een afzonderlijke vergadering van de Nederlandse ministerraad, waarin onderwerpen worden besproken door alleen de direct en indirect betrokken ministers. De voorzitter is de minister-president. Per onderraad is een coördinerend minister verantwoordelijk voor de voorbereiding en inbreng van de stukken.
Er wordt gesproken en onderhandeld over eventuele geschilpunten met betrekking tot wetgeving, die in het voorgaande ambtelijk overleg niet konden worden opgelost. In de onderraad wordt daarover beslist en zo nodig daarna in de ministerraad zelf. 

## Huidige onderraden
Onderraden onder het kabinet-Schoof (2024-heden) zijn:
- Raad Asiel en Migratie (RAenM)
- Raad Bestuur en Justitie (RBJ)
- Raad Europese Aangelegenheden (REA)
- Raad Economie, Digitalisering en Innovatie (REDI)
- Raad Fysieke Leefomgeving (RFL)
- Raad Sociaal Domein (RSD)
- Vijfhoek
- Raad voor Koninkrijksrelaties (RKR)
- Raad Veiligheid en Inlichtingen (RVI)
- Raad Defensie, Internationale, Nationale en Economische Veiligheid (RDINEV)
- Nationale Veiligheidsraad (NVR)